# Dhampiro
Un dhampiro, en el folclore gitano y eslavo, en Rumania, Albania, Bulgaria y en general en la región de los Balcanes, es una criatura ficticia, un híbrido entre vampiro y humano. Esta unión era generalmente entre vampiros masculinos y humanos femeninos, siendo raras las historias de vampiros femeninos que se apareaban con humanos masculinos.

## Sinonimia
También son nombrados como vampirdižia, glog o sâbotnik.

## Origen
Aunque se supone que, debido a su estado no muerto, los vampiros folclóricos son estériles, en los Balcanes el mito señala que los vampiros masculinos pueden volver con su esposa o con la mujer que lo atraía cuando estaba vivo para copular y procrear. En el folclore búlgaro se dice que los vampiros también asaltaban a mujeres vírgenes.
Un vampiro podía incluso viajar a un pueblo donde no fuera conocido, casarse y tener hijos. La creencia de actividad sexual de los vampiros parece ser una peculiaridad de los eslavos del sur, en contraposición con las creencias de otros eslavos, aunque se dan similitudes con las leyendas de Bielorrusia.

## Características
Se les atribuye ciertas características propias de los vampiros heredadas de su progenitor pero no sus debilidades y tendrían la capacidad de detectar a los vampiros incluso cuando son invisibles, así como de destruirlos o detenerlos, por lo cual eran temidos y respetados y solían ser contratados como cazadores de vampiros.
Una forma como detectaban a los vampiros era mirando a través de las mangas de su camisa, método que también usaban para permitir a otros ver al vampiro. Los dhampiros, según la tradición, podían trasmitir sus habilidades a su descendencia como un rasgo heredable que no era posible traspasarlo a extraños. Generalmente, los dhampiros nacían después de dos generaciones.

## Fraudes
Algunos individuos que afirmaban ser dhampiros a menudo recorrían las aldeas de los Balcanes poniendo sus habilidades al servicio de los campesinos a cambio de regalos y dinero. Existe un informe de un caso en el que una mujer serbia intentó atribuir el embarazo a su marido muerto, quien supuestamente se había convertido en un vampiro.

## Dhampiros en la ficción
Esta figura folclórica también es personaje en la ficción aunque en época más reciente, no apareciendo hasta la segunda mitad del siglo XX, y en su mayor parte en cómics, series y películas.
- Nanao Tachibana de Shinmai Maou no Testament es una dhampira.
- Merlock Holmes de Flint the Time Detective es un dhampiro.
- Pietro de Ghost Sweeper Mikami es un dhampiro.
- Blade (1973-2004), personaje de Marvel Comics que posee los poderes de un vampiro pero ninguna de sus debilidades porque su madre fue mordida por un vampiro mientras estaba embarazada, y Blade cambió durante el embarazo, siendo mitad vampiro mitad hombre.
- D, personaje de Vampire Hunter D, anime japonés aparecido a principios de 1980. Es hijo del rey de los vampiros y de una mujer mortal. Poseído por un espíritu diabólico, D se ha convertido en un cazador de vampiros, luchando contra sus instintos depredadores en un mundo posapocalíptico.
- Harlan Draka, protagonista del cómic Dampyr de Mauro Boselli, es un hombre que inicialmente pretende ser un dhampiro folklórico a cambio de dinero, hasta que descubre que en realidad sí es hijo de un vampiro y una mujer. Su naturaleza medio vampírica le permite combatir a los vampiros, y viaja por el mundo para destruirlos.
- Donovan Baine, personaje elegible de la saga de videojuegos Darkstalkers. De origen desconocido, discriminado desde niño por su sangre, un día mata a todos los habitantes de su pueblo, incluida su madre, dominado por su parte demoníaca. Desde ese momento Donovan vaga por todo el mundo durante mucho tiempo, siguiendo las enseñanzas del budismo en un intento por controlar su enorme poder, así como su parte oscura. En sus viajes como monje errante también encuentra una espada mágica conocida como Dhylec que tiene el poder de canalizar los espíritus de los diversos dioses elementales. Combinando su fuerza, disciplina mental y los poderes de Dhylec, Donovan se transforma en un Darkhunter para tratar de liberar al mundo del mal.
- Bruno Dhampiro, protagonista de la novela (2008) de Rosa Gil, es un niño huérfano que descubre que es un semi-vampiro con poderes excepcionales y su padre adoptivo, un vampiro, pretende utilizar las habilidades de Bruno para convertirlo en su esclavo y usarlo en la guerra que quiere emprender contra los humanos.
- Renesmee Carlie Cullen, de la novela de Stephenie Meyer Amanecer (2008), es la hija de un vampiro (Edward Cullen) y una humana (Bella Swan, posteriormente Cullen). Tiene la capacidad de transmitir sus pensamientos a quienes toca, nace con todos sus dientes y envejece de forma anormalmente rápida. A los 7 años detiene su crecimiento y adquiere la inmortalidad. Puede alimentarse de comida normal pero prefiere la sangre y, como todos los Cullen, caza animales salvajes para alimentarse.
- En El alma del vampiro de Poppy Z. Brite los híbridos son cada vez más parecidos a los humanos, pero pueden provocar la muerte de sus madres, vampiras o humanas, pues cuando se desarrollan comienzan a devorarlas desde dentro.
- Connor, de la serie de TV Angel, es hijo del protagonista y de Darla, ambos vampiros cuando lo engendraron. Con la fuerza y velocidad de un vampiro tiene alma, y no tiene las debilidades de un vampiro ni la sed de sangre. En la serie se le menciona como un medio demonio.
- Adrián Farenheights Tepes, también conocido como Alucard, hijo de Drácula y Lisa Farenheights, es un personaje "medio vampiro" de la saga de videojuegos de Konami Castlevania.
- Ella Rozen, protagonista de la serie Split (aunque en la serie usan el término Split "dividido" para designar a los hijos de vampiros y humanos), es una semi-vampira que ignora sus raíces sobrenaturales, hasta que gracias a un vampiro llamado Leo descubre su naturaleza, y su papel crucial para la sociedad de los vampiros.
- Rayne es el personaje principal del videojuego BloodRayne y su secuela BloodRayne 2 creados por la compañía Terminal Reality y publicados por Majesco y THQ (Europa).
- Rosemarie Hathaway, protagonista de la saga Vampire Academy; no tiene las debilidades de sus progenitores ni la necesidad de sangre, es más rápida y fuerte que los moroi.
- Svetlana Lupescu, coprotagonista junto a Stranger en la primera misión del videojuego Nocturne (videojuego) de la compañía, Terminal Reality (1999).
- Connor y Grace Tempest, gemelos dhampiros, protagonistas de la saga Vampiratas, de Justin Somper.
- Dorina Basarab, protagonista de la saga homónima, escrita por Karen Chance. Es hija de Mircea (vampiro hermano mayor de Drácula) y una humana. Con habilidades superiores a los humanos, pero inferior a los vampiros, no sufre daño alguno bajo el sol, no bebe sangre pero tiene los sentidos muy desarrollados. Su lado salvaje se manifiesta cuando pierde el control, sin que ella recuerde, cuando recobra la conciencia, nada de los episodios durante los cuales podría dañar inadvertidamente a alguien querido.
- Yuriya Tachibana del manga Karin es una dhampira.
- Gasper Vladi del manga y anime High School DxD.
- Dos hermanas semi-vampiras, Dakaria y Silvania, aparecen en la película Vampire Sisters (2012) y sus secuelas Vampire Sisters 2 (2014) y Vampire Sisters 3 (2016).
- Meimi Tamura de S/mileage interpreta a una semi-vampira llamada Marigold en "Lilium" (2014) y en "Marigold" (2018), obras del universo de TRUMP (True of Vamp).
- En las crónicas de Pathfinder aparece un personaje dhampiro llamado Bekbolator. Es un campeón oscuro, al servicio de la diosa demonio Zura, que aterra, asesina y domina a todos los seres vivos del reino de Cheliax.
- También aparece un pequeño semi-vampiro llamado Dennis (nieto de Drácula), en las películas animadas de Hotel Transylvania 2 (2015), Hotel Transylvania 3 (2018) y Hotel Transylvania: Transformanía (2022).
- Plum Stoker de las novelas ligeras No Game No Life (2012).
- Mr. Quinlan de Nocturna (2009).
- Vandalieu Zakkart un dhampyro mitad elfo oscuro (posteriormente mitad dios), es el protagonista de las novelas ligeras The Death Mage that doesn´t want a fourth time.
- En el videojuego .hack//Outbreak, existe una lanza de nivel 23 llamada Lanzón dhampiro.